# Koszmosz–301
A Koszmosz–301 (oroszul: Космос 301) Koszmosz műhold, a szovjet első generációs műszeres műhold-sorozat tagja. Első generációs Zenyit–2 (oroszul: Зенит-2) fotó-felderítő műhold.

## Küldetés
1962–1970 között, kialakított pályasíkja mentén elsősorban fotófelderítést végzett. Fényképeit a katonai meteorológiai előrejelzéseknél is alkalmazták.

## Jellemzői
Tervezte és építette az OKB–1. Üzemeltetője a Honvédelmi Minisztérium (Министерство обороны – MO).
Megnevezései: Koszmosz–301; Космос 301; COSPAR: 1969-081A. Kódszáma: 4106.
1969. szeptember 24-én a Pleszeck űrrepülőtérről egy  Voszhod (11A57) hordozórakéta segítségével indították alacsony Föld körüli pályára (LEO = Low-Earth Orbit). Az orbitális egység pályája 89,2 perces, 65,4 fokos hajlásszögű, elliptikus pálya perigeuma 195 kilométer, apogeuma 289 kilométer volt.
A Zenyit–2 ember szállítására kifejlesztett űreszköz, hasznos terében helyezték el a felderítő fotókamerákat és az üzemeltetéshez szükséges telemetriai eszközöket. Hasznos tömege 4730 kilogramm. Áramforrása kémiai akkumulátorok, szolgálati élettartama maximum 12 nap.
1969. október 2-án 7, nap (0,02 év) után földi parancsra a fotókapszula belépett a légkörbe és hagyományos – ejtőernyős leereszkedés – módon (elfogó repülőgép segítségével) visszatért a Földre.